# Петрята (Кировская область)
Петрята — деревня в Афанасьевском районе Кировской области в составе Бисеровского сельского поселения.

## География
Расположена на расстоянии примерно 32 км на северо-восток по прямой от районного центра поселка Афанасьево.

## История
Известна с 1891 года как починок Петряский на 12 семей, в 1905 году здесь (Петрятское) 14 дворов и 94 жителя, в 1926 (деревня Петрята) 17 и 91, в 1950 (Петрятская) 29 и 89, в 1989 (Петровцы) оставалось 67 человек. Настоящее название утвердилось с 1998 года.
Постановление Думы Кировской области от 24.02.1998 № 10/11 деревня Петровцы переименована в деревню Сабурово.

## Население
| 2010 |
| ---- |
| 8    |

Постоянное население составляло 40 человек (русские 100 %) в 2002 году, 8 в 2010.